# Mephisto (geslacht)
Mephisto is een monotypisch geslacht van straalvinnige vissen uit de familie van driepootvissen (Triacanthodidae).

## Soort
- Mephisto fraserbrunneri Tyler, 1966